# 王猷 (刘宋)
王猷（？—？），字世伦，琅邪郡临沂县（今山东省临沂市）人，东晋卫将军、都督琅邪水陆军事、散骑常侍、东亭献穆侯王珣的孙子，刘宋光禄大夫、东亭侯王抑的儿子。
王猷在刘宋官至侍中、光禄大夫、廷尉卿，他的儿子王瞻六岁时跟随老师学习，有歌舞伎经过课堂门前，王瞻的同学都出去观看，只有王瞻不去看，学习诵读和之前一样。王猷的堂兄弟尚书仆射王僧达听说之后感到奇怪，对王猷说：“我们的宗族不会衰落，都寄托在这个孩子身上。”王猷在王瞻虚龄十二岁时去世。